# 恩田昌史
恩田 昌史（おんだ まさし、1939年6月27日 - ）は、大阪府南河内郡喜志村（現・富田林市）出身のフィールドホッケー選手・指導者である。現役時代のポジションはセンターフォワード。日本ホッケー界の重鎮である。

## 来歴
ホッケーの名門天理大学で活躍。1958年のアジア大会銅メダルに貢献。「天才プレーヤー」と謳われた。卒業後の1963年、天理大に入職。1968年にはメキシコ五輪に選手として出場。大学内では書記、助手、講師、助教授を経て、1983年に教授となる。

### 天理大監督
1965年、男子ホッケー部監督に就任し、1977年には女子チームも結成した。男女合わせて監督として「全国大会通算102度」の優勝を記録し、1988年には史上初の「アベック3冠」を達成した。また、1990年の第1回アジアクラブチャンピオンズ大会で女子を初代女王に導いた。これらの業績によって、天理大を日本ホッケー界の強豪に伸し上げ、名指導者の名をほしいままにした。
その後、女子ホッケー日本リーグ創設を提唱し、実現させた。天理大は日本リーグで3回優勝している。また「6人制ホッケー」「スーパーホッケー」を創設し、日本ホッケーの普及振興にも貢献した。

### 女子日本代表監督
1983年には女子日本代表監督に就任。1985年の第1回アジアカップ銀メダル、1986年のアジア競技大会で史上初の銀メダルに導いた。
1989年には天理大単独の日本代表を率いて第2回アジアカップ大会で銀メダルを獲得。
1991年から日本ホッケー協会理事兼任として日本女子代表監督に復帰。1994年まで務め、1993年6月の高円宮杯国際大会で、ソウル五輪金メダルのオーストラリア、バルセロナオリンピック金メダルのスペインを破る快挙を成し遂げる。
2004年、アテネ五輪で指揮を執った安田善治郎の後を受け女子日本代表の監督に復帰。2006年のW杯5位入賞、さらにアジア大会銀メダル、北京五輪出場に導いた。